# S-2 (航空機)
S2F / S-2 トラッカー
S-2A　第29対潜飛行隊（VS-29）の所属機
- 用途：対潜哨戒機
- 分類：艦上対潜哨戒機
- 製造者：グラマン社
- 運用者：
  -  アメリカ合衆国（アメリカ海軍）
  -  カナダ（カナダ海軍）
  -  日本（海上自衛隊）
  -  中華民国（中華民国空軍）他
- 初飛行：1952年12月4日
- 生産数：1,284機
- 運用開始：1954年2月
- 運用状況：一部の国で現役

S-2は、アメリカ合衆国のグラマンが開発した艦上対潜哨戒機。レシプロ双発機であり、初飛行は1952年。アメリカ海軍を始め、各国海軍で使用された。愛称はトラッカー（Tracker:「追跡者・追尾者」）。

## 概要
第二次世界大戦中に大きく発達したレーダーは、水上目標の監視・捜索機器として、潜水艦捜索の重要な機器となっていた。しかし、1940年代後半の水上捜索レーダーは大型であり、艦載機に搭載した場合、レーダー以外の搭載は不能の状態にあった。
そのため、艦上対潜哨戒機であるグラマンAFガーディアンでは、2機が一組となり、1機がレーダーを搭載し水上目標捜索を行い、もう1機が攻撃を行うというハンターキラー・システムを採用していた。当然のことながら、2機一組で運用を行うことには実用上の負担や制限が大きく、航空母艦の搭載機数の制限もあって、1機で捜索・攻撃を行う機体が求められた。
アメリカ海軍は1950年1月20日に各航空機メーカーに対し、1機で潜水艦の捜索・攻撃を行える、可能な限り小型の機体の要求を出した。各社はこれに応えて、提案を出し、その中から6月2日にグラマン社の「G-89案」が採用となった。10月31日にXS2F-1の名称で試作機2機が発注されている。初飛行を待たずに追加発注が行われ、追加試作機YS2F-1が15機、量産機S2F-1が294機発注されている。
なお、試作機の初飛行は1952年12月4日のことである。部隊配備は朝鮮戦争の影響もあり、1954年2月から開始され、第26対潜飛行隊（VS-26）が最初である。なお、1962年にアメリカ軍の軍用機名称統一により、制式名称はS-2に変更となっている。
アメリカ軍以外でも西側諸国で広く使用され、総生産機数は1,284機を数える。
S-2の機体を元にして、C-1輸送機およびE-1早期警戒機が開発された。

## 機体
主翼は高翼配置の直線翼であり、ハードポイントが3箇所にある。ハードポイントには魚雷、爆雷、2.75インチロケット弾を搭載する。エンジンは大直径の星型レシプロエンジンであり、左右の主翼に各1機ずつ搭載している。エンジンナセルの後部には各8個のソノブイを搭載している。
胴体は太く短い形であり、尾部に引き込み式のMADブームを持つ。機体下面には引き込み式にAPS-38水上捜索レーダーを搭載し、機内爆弾倉には魚雷または爆雷を搭載する。機体上部には電子戦用のアンテナがあるが、これはD型以降では取り外された。右主翼にはサーチライトを搭載している。
艦上機であるため、主翼は上方に折り畳めるようになっており、Y字型のアレスティング・フックも胴体後部に装備している。
コメンスメント・ベイ級航空母艦への搭載を目指した結果、機体は小型であるが、低空低速でも姿勢が安定し対潜哨戒に向いた機体であった。反面、装備を小さな機体内に詰め込みすぎた感があり、居住性が悪く搭乗員からの評価は必ずしも良いものではなかった。肝心のコメンスメント・ベイ級航空母艦が本機の就役後には退役しており、皮肉な結果となった。

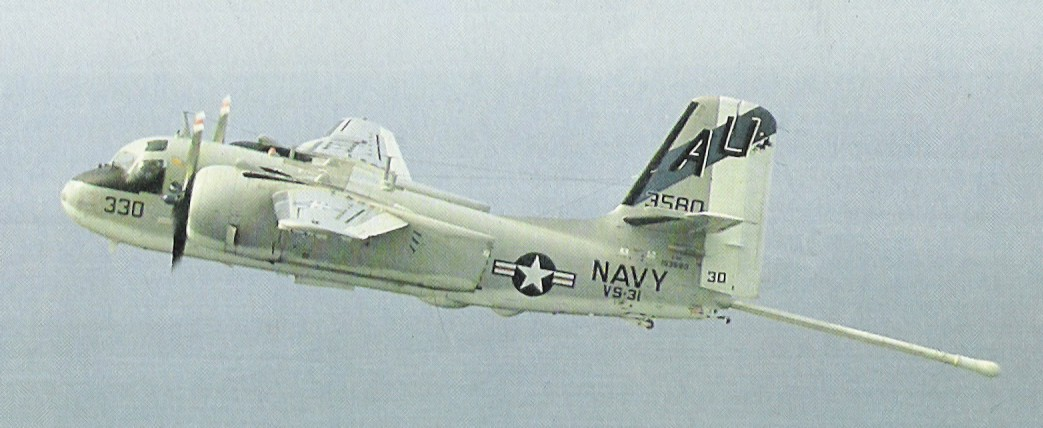
MADブームを展開した状態のS-2G
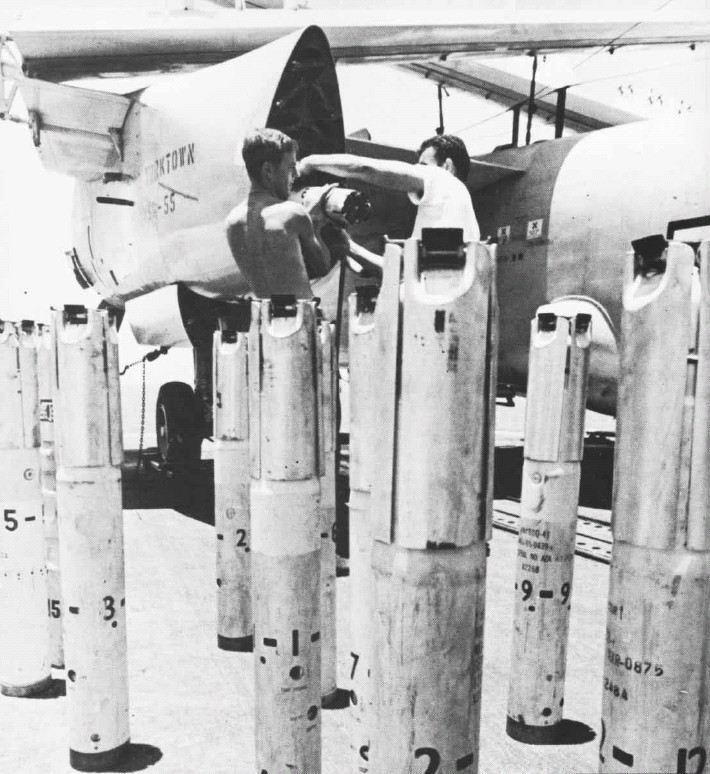
ソノブイ搭載作業中のS-2E
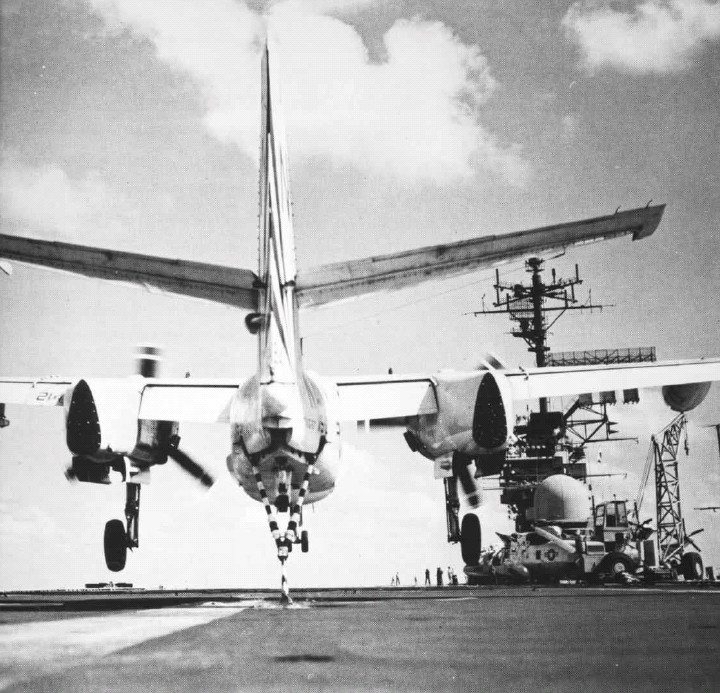
アレスティング・フックを展開して着艦するS-2E
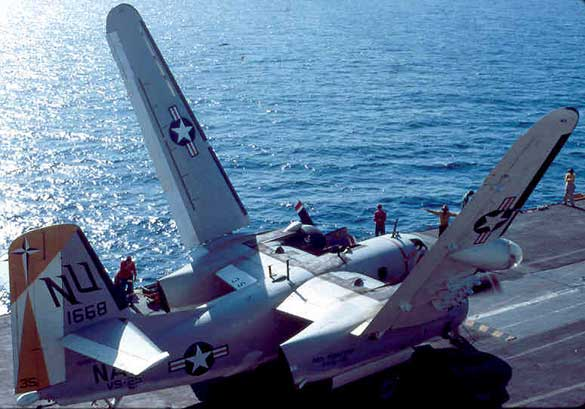
着艦後主翼を折り畳むS-2E
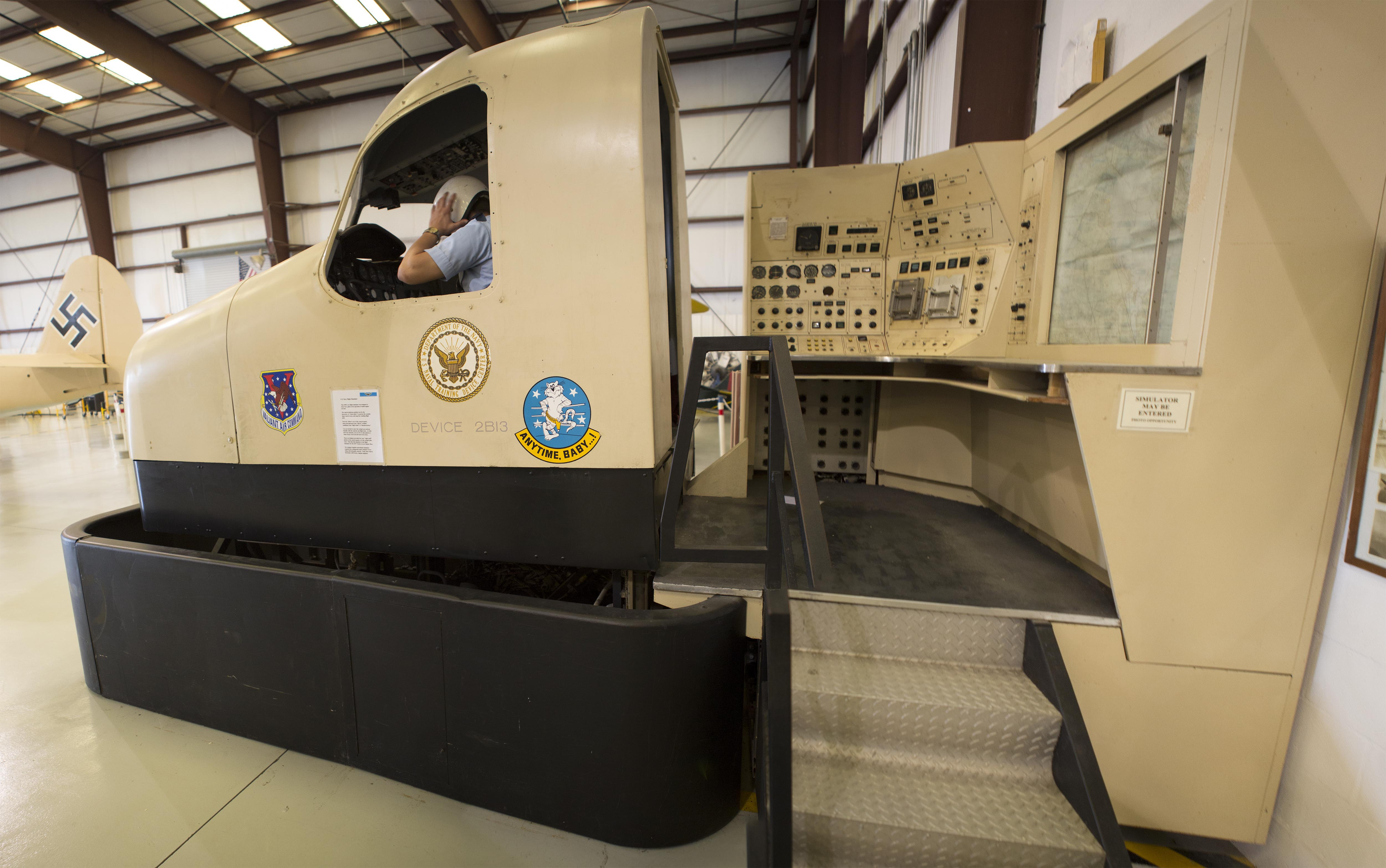
S-2Fの飛行訓練装置
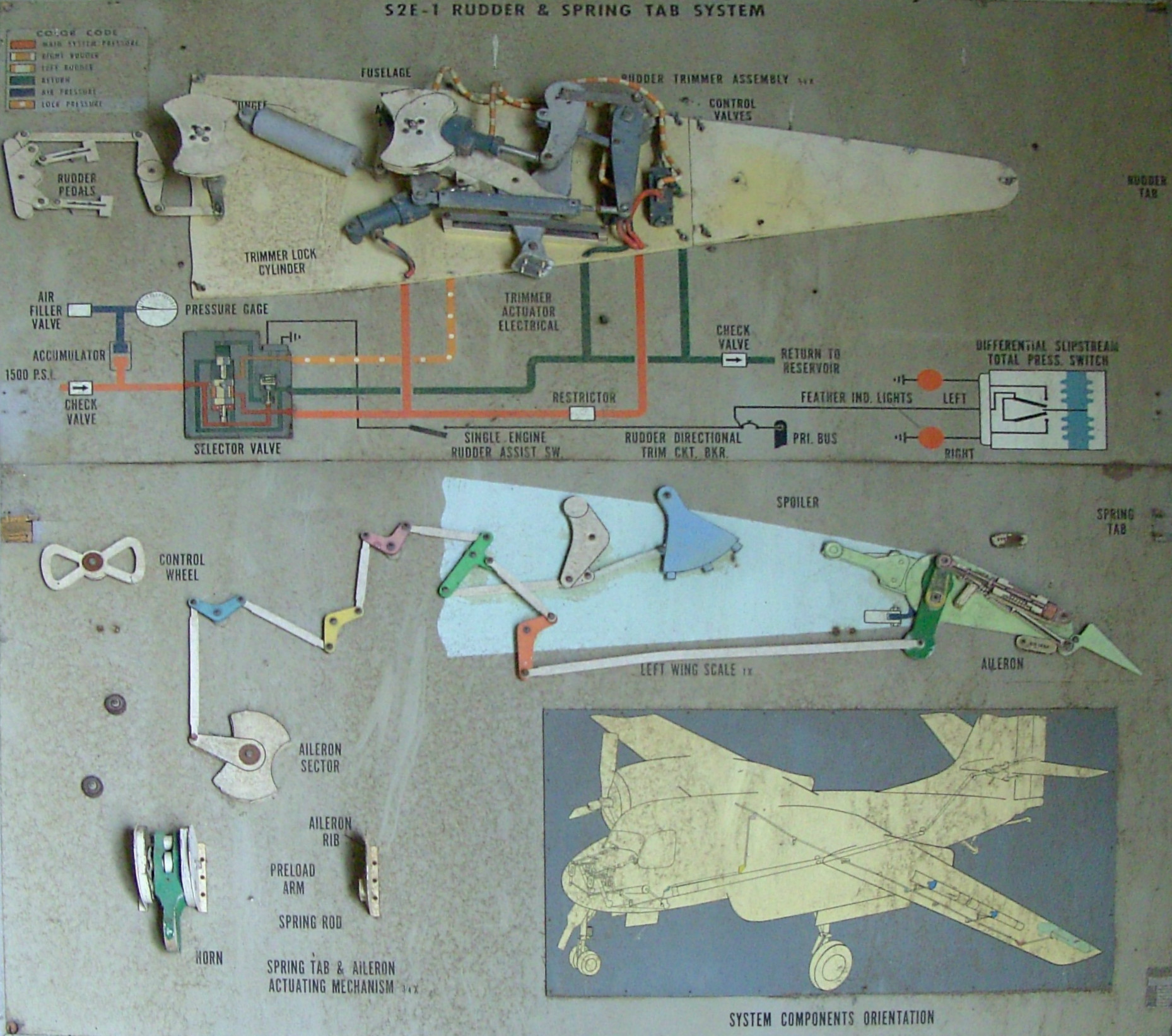
ラダーの仕組みを解説するための教材

## 要目(S-2F)
- 全長：13.26m
- 全幅：22.12m
- 全高：5.33m
- 自重：8.3t
- エンジン：ライトR-1820-82WA星型レシプロ（1,525馬力）2基
- 最大速度：450km/h=M0.37
- 航続距離：2,170km
- 乗員：4名（操縦士2名、武器員2名）
- 武装：魚雷・爆雷・ロケット弾など

## 派生型
XS2F-1
試作機。2機製造。
YS2F-1
増加試作機。15機製造。
S-2A
旧称S2F-1。初期量産型。740機製造。
TS-2A
旧称S2F-1T。練習機型。訓練用対潜機材を搭載した対潜作戦要員練習機。228機改修。
US-2A
旧称S2F-1U。多用途機型。対潜機材を搭載せず、捜索救難、標的曳航などを行った。ソノブイ投下口はふさがれている。64機改修。
S2F-U
海上自衛隊の使用した標的曳航機型。S-2Aより改修（4機改修）
S2F-C
海上自衛隊の使用した輸送機型。S-2Aより改修（2機改修）

S-2B
旧称S2F-1S。ジュリー/ジェジベル装置を搭載した改良型。138機改修。
US-2B
多用途機型。対潜機材を搭載せず。爆弾槽を改修、5名分の座席が設けられている。主に人員輸送などを行った。

S-2C
旧称S2F-2。核爆雷搭載用に爆弾槽左側を拡大した型。空力的な変化に伴いエンジンナセル後端を前型よりすぼませ、水平尾翼も拡大されている。1954年7月12日初飛行。60機製造。核爆弾の小型化に成功したことにより短期間でその意義を失い、他用途機に改修された。
RS-2C
旧称S2F-2P。C型の偵察機型。1機改修。
US-2C
旧称S2F-2U。C型の多用途機型。50機改修。

S-2D
旧称S2F-3。エンジンの強化・換装、爆弾槽の拡大、電子機材の更新、ソノブイ搭載数の増加、主翼・尾翼の拡大などの各部を強化。1959年5月20日初飛行。100機製造。
ES-2D
電子戦試験機。6機改修。
US-2D
S-2Dの汎用機型。

S-2E
旧称S2F-3S。S-2Dの電子機材を更新。252機製造。
S-2F
旧称S2F-3S1。S-2A/BにS-2Dの電子機材を搭載した機体。244機改修
S-2G
S-2Eの電子装備を更新。1970年代にE型より49機改修。
S-2（T）
民間に払い下げられたS-2のエンジンをターボプロップエンジンに換装した機体。ターボ・トラッカーとも呼ばれる。
S-2AT
S-2Aのエンジン換装型。消防機として現在でも運用されている。
S-2ET
S-2Eのエンジン換装型。

マーシュ S2F-3AT
アメリカのマーシュ社においてS2F-3のエンジンをギャレット TPE331に換装し消防機に改修した型。22機改修。
CS2F
デ・ハビランド・カナダで製造されたカナダ海軍型。1968年のカナダ3軍統一後はCP-121の名称で呼ばれる。
CS2F-1
S2F-1よりアンテナなどを改良。42機製造。
CS2F-2
対潜機材を改良した型。57機製造。
CS2F-3
電子機材を改良した型。43機製造。
CP-121A
CS2Fの対潜機材を降ろして漁業監視機に転用された型。

コンエアー ファイヤーキャット
カナダのコンエアー社で消防機に改造された機体。操縦室を含むキャビンの床高を嵩上げし、大容量の消火用散水タンクを設置。35機を改造により製作。
コンエアー ターボファイヤーキャット
ファイアーキャットのエンジンをP&WカナダのPT6A-67AFターボプロップエンジンに換装した型。両主翼には増加燃料タンクを標準装備。フランスでも民間の航空会社が消火機として使用している。

C-1 トレーダー
旧称TF-1。胴体を改設計した艦上輸送機形。
E-1 トレーサ－
旧称XTF-1W/WF-2。レーダードームを搭載した早期警戒機型。

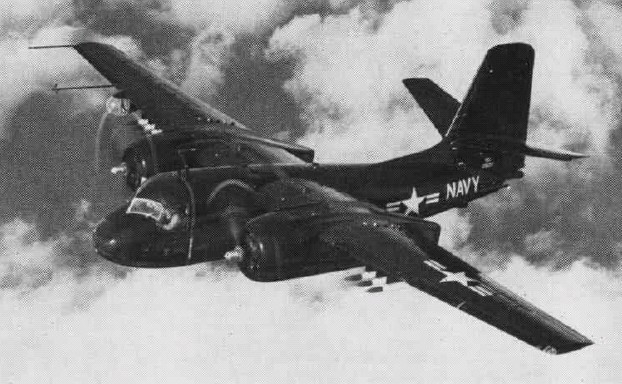
S2F-1
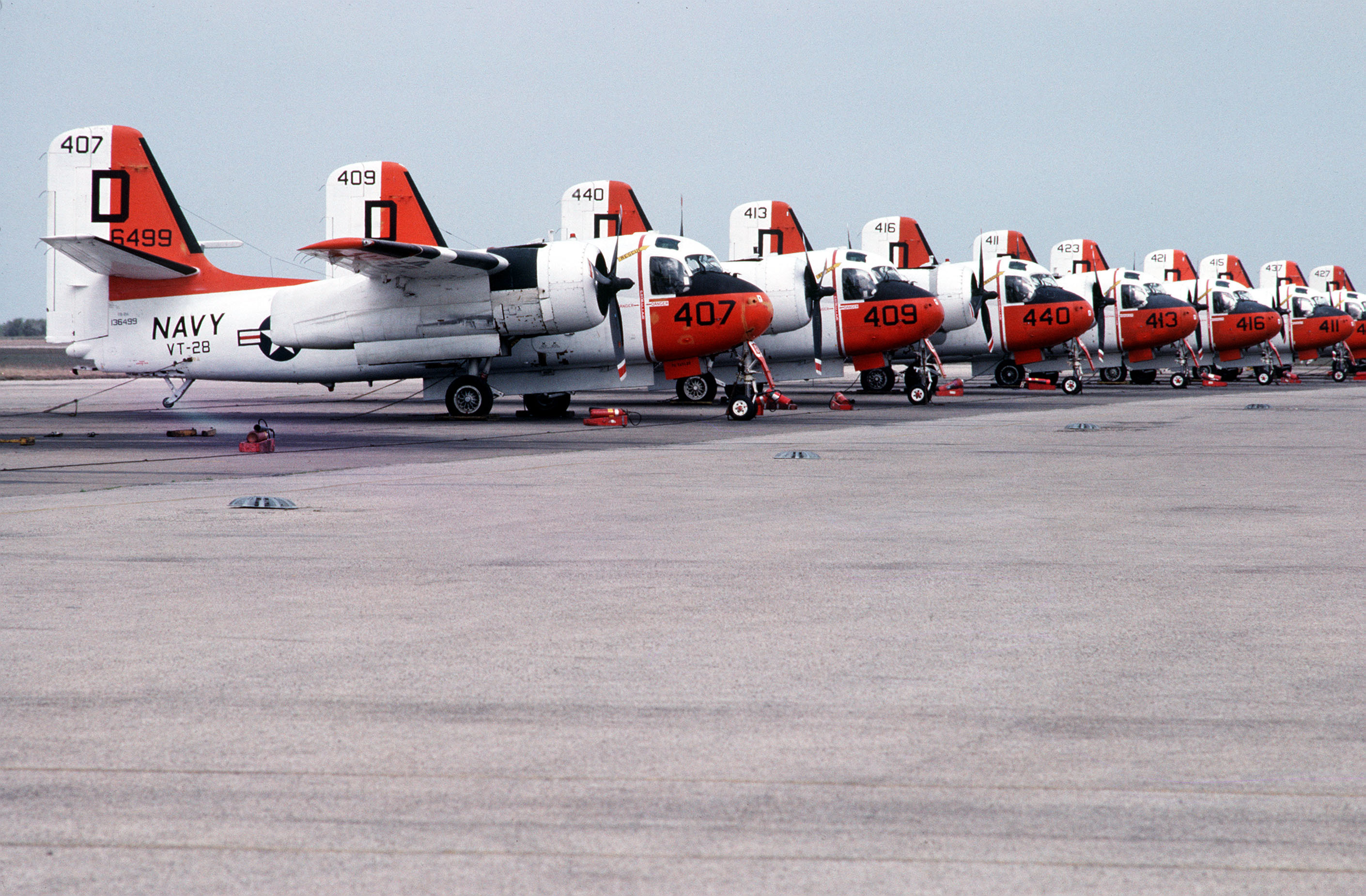
練習機型　TS-2A
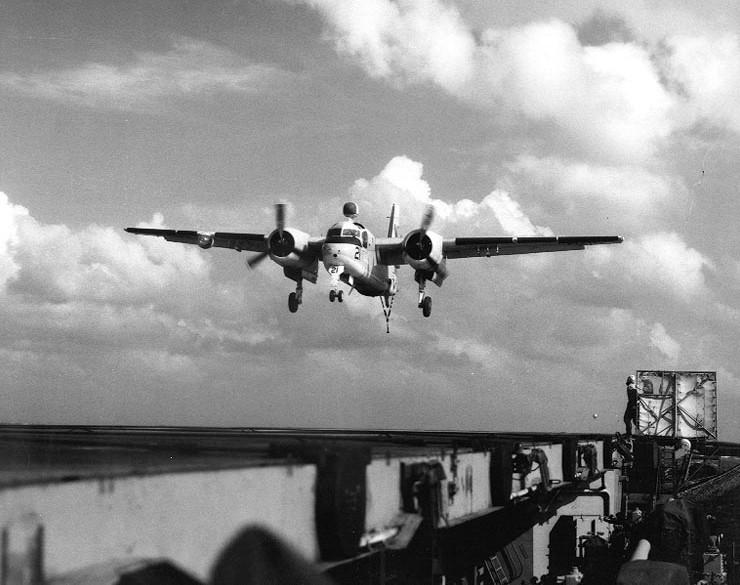
S2F-2（S-2C）
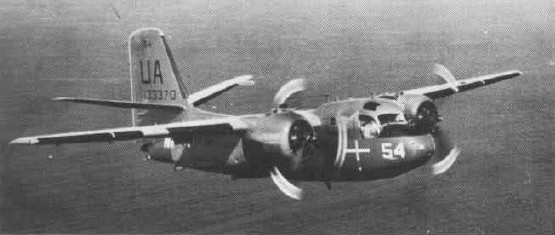
US-2C
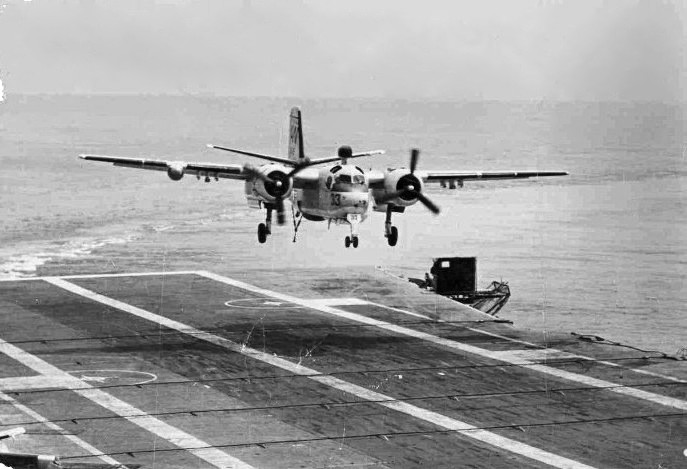
S-2D
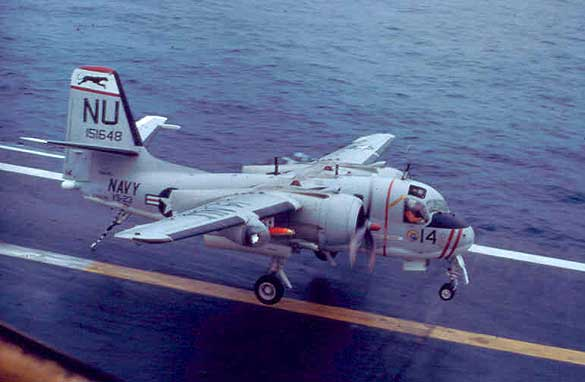
S-2E
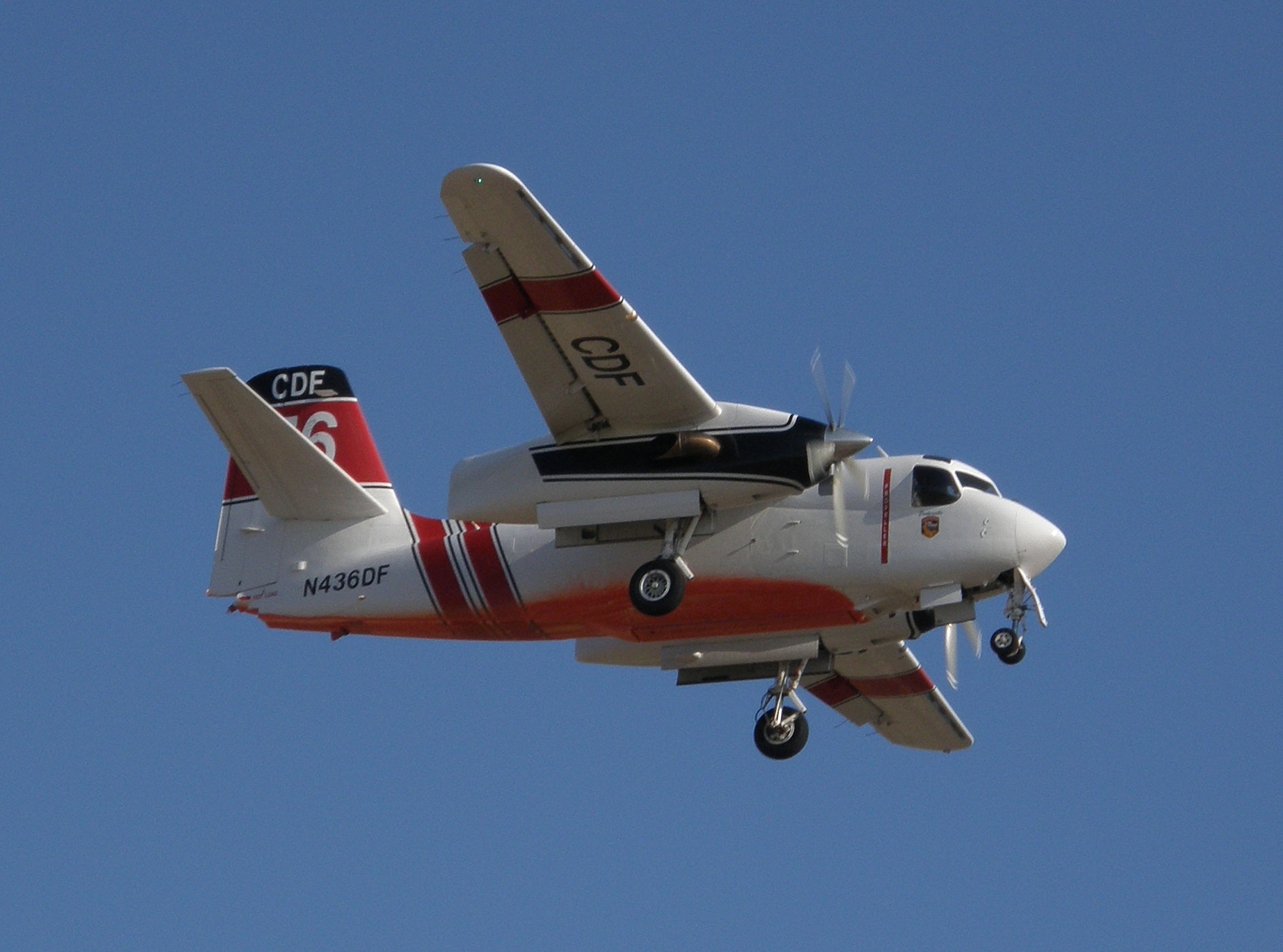
消防機型　マーシュ S-2F3AT ターボ・トラッカー
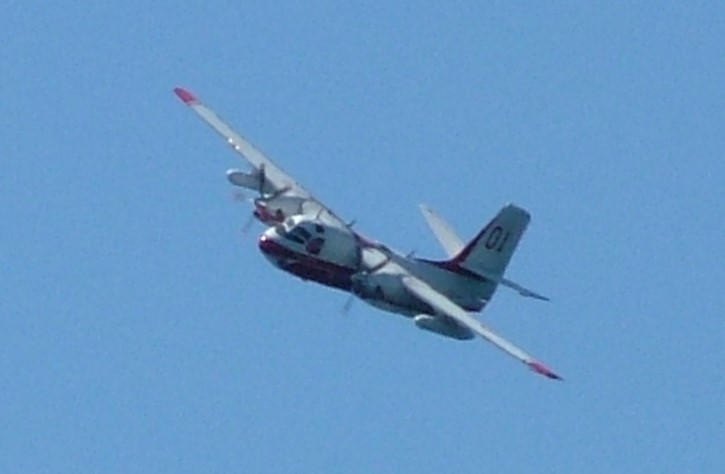
消防機型　コンエアー　ターボファイヤーキャット

## 運用国
アメリカ合衆国
アメリカ海軍で1954年より運用が開始され、1974年から後継機のS-3と平行して運用され、最終的に1976年まで用いられた。
多用途機型はアメリカ海兵隊でも使用された。
 カナダ
カナダ海軍で、空母「ボナヴェンチャー」の母艦対潜航空隊として運用されていた。母艦での運用期間は1956年から1970年。1974年までは陸上対潜哨戒機として運用された。その後、1990年までは漁業監視機として転用された。
機体はデ・ハビランド・カナダで製造されたため、CS2F-1,-2,-3と呼称された。
 イタリア
イタリア空軍で1957年から1978年まで運用。
 日本
下記「#日本における運用」参照。
 ウルグアイ
ウルグアイ海軍で、1965年4月10日よりS-2Aを導入。1982年から1983年にかけてS-2Gを追加導入。2004年9月現在、飛行可能な状態の機体は保有していないと見られる。
 オランダ
オランダ海軍で、1960年よりS-2Nの名称で17機を使用。空母「カレル・ドールマン」の母艦対潜航空隊として運用されていた。後に陸上からの運用になり、一部機体はトルコに売却された。
 オーストラリア
オーストラリア海軍で1967年から1984年まで運用。空母「メルボルン」の母艦対潜航空隊として運用されていた。
 タイ
タイ王国海軍で1967年より運用開始。1990年代に退役。
 アルゼンチン
アルゼンチン海軍で6機が空母「ベインティシンコ・デ・マヨ」などの母艦対潜航空隊として、1960年代から運用されていた。エンジンをターボプロップに換装したS-2Tとして2000年代でもそれらは運用可能であり、アルゼンチン海軍航空隊は国際訓練の一環としてブラジル海軍の空母「サン・パウロ」上でも訓練を行っている。
 トルコ
トルコ海軍で1971年よりアメリカ海軍とオランダ海軍より中古機体を購入して運用を開始。
 ペルー
ペルー海軍で1975年から1989年にかけて、S-2EとS-2Gを運用した。
 中華民国（台湾）
下記「#中華民国（台湾）における運用」参照
 ベネズエラ
ベネズエラ海軍で1970年代より運用開始。
 ブラジル
ブラジル海軍で空母「ミナス・ジェライス」の母艦対潜航空隊として運用されていた。1990年代に退役している。P-16Aの呼称でS-2Aを、UP-16Aの呼称でUS-2Aを運用した。
 韓国
韓国海軍で1990年代まで運用を行っていた。
消防・民間仕様
アメリカ、カナダ、フランスでは民間及び公的機関によって空中消火機として改修された機体が運用された。
KLMオランダ航空では多用機型のUS-2Nが整備士の訓練教材として使用された。

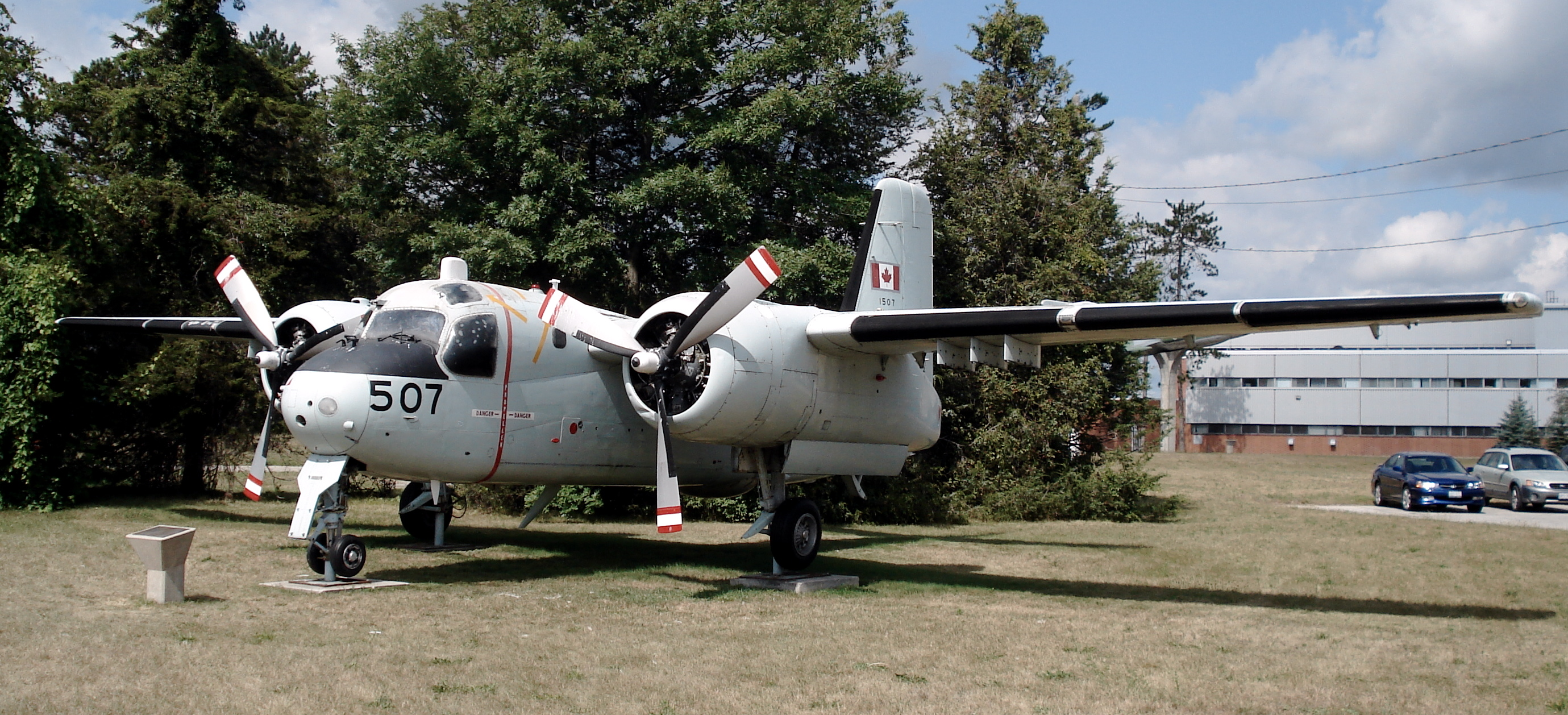
カナダ海軍型のCS2F-2
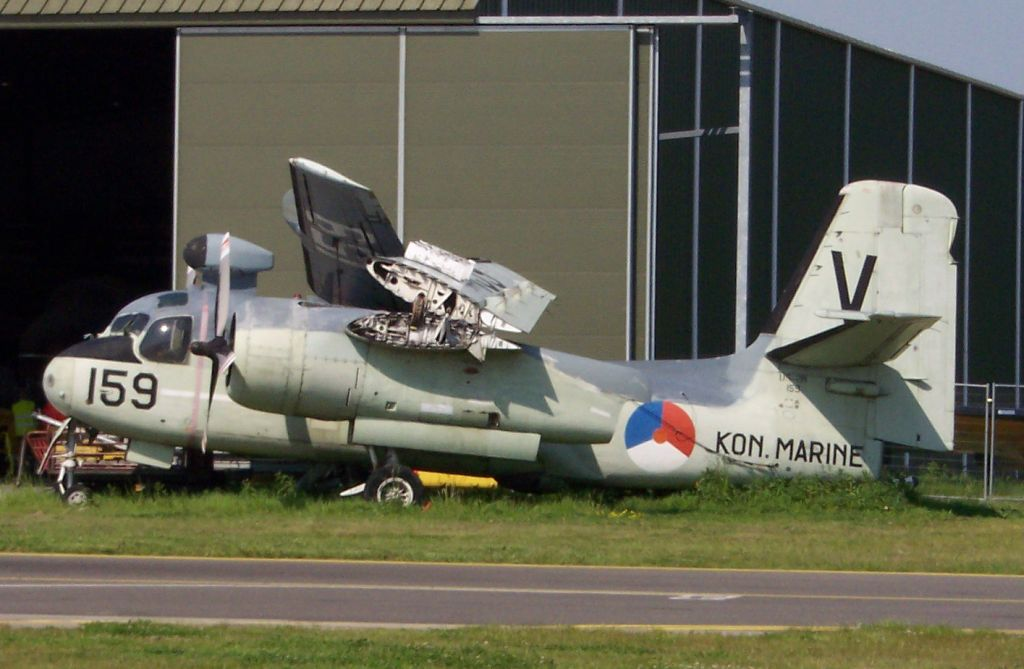
オランダ海軍型のS-2N
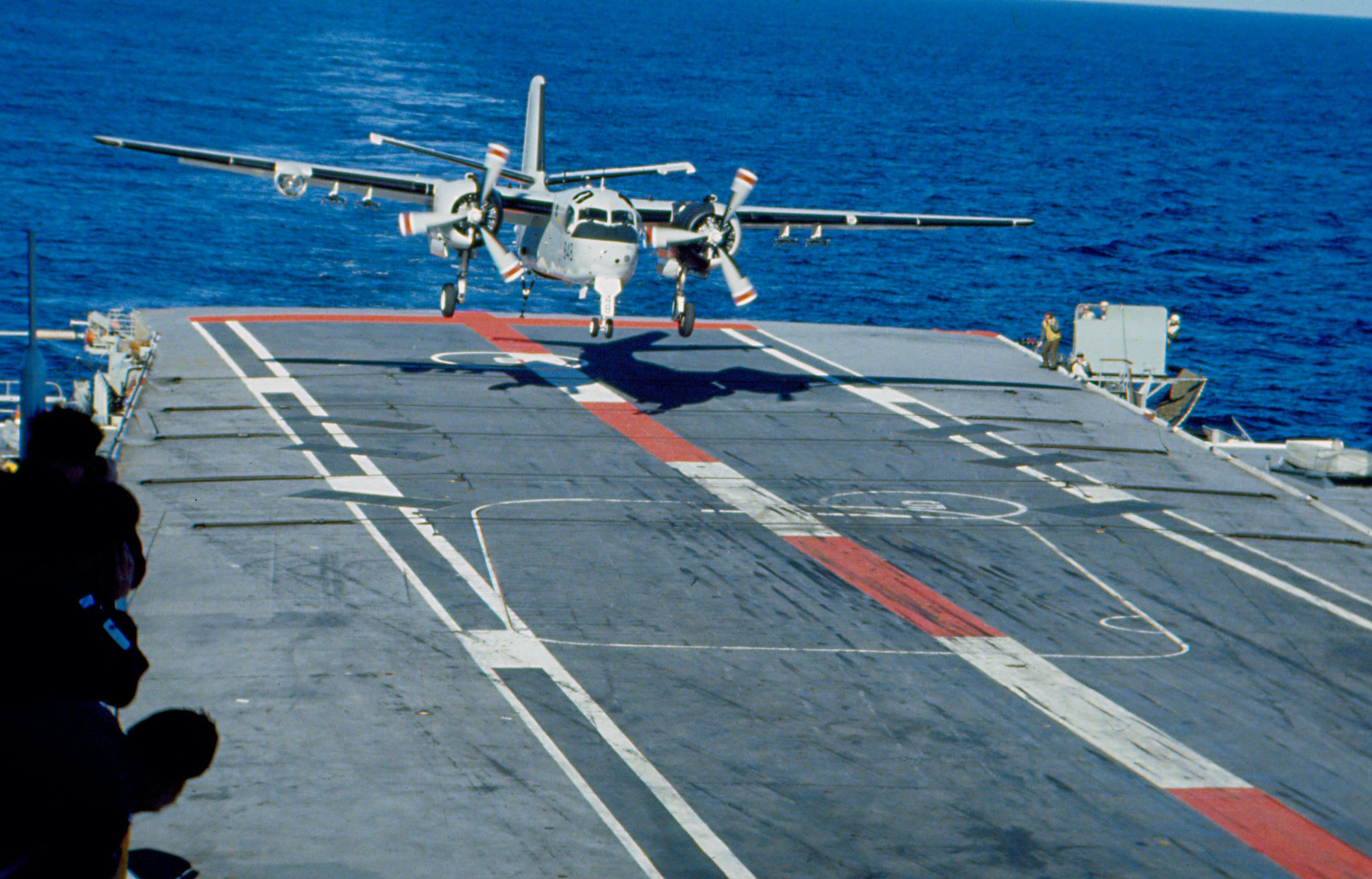
「メルボルン」に着艦するオーストラリア海軍のS-2G
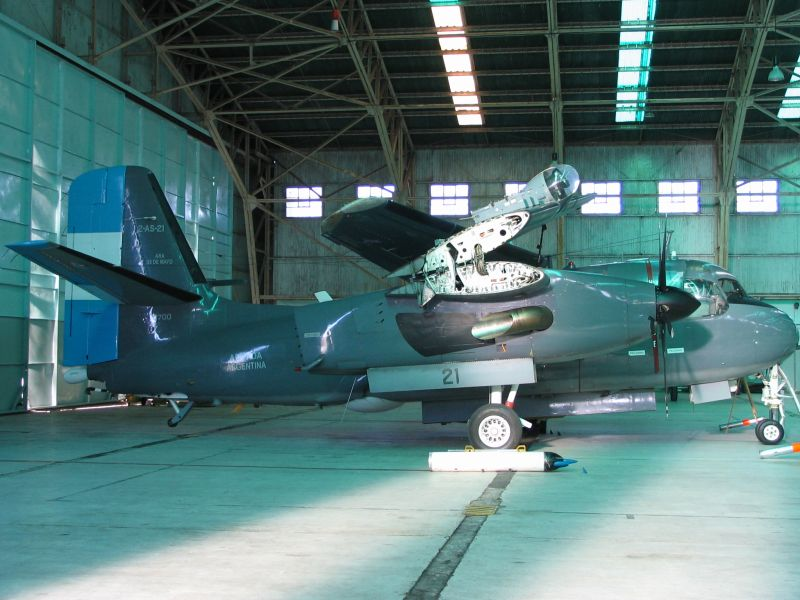
アルゼンチン海軍のS-2T
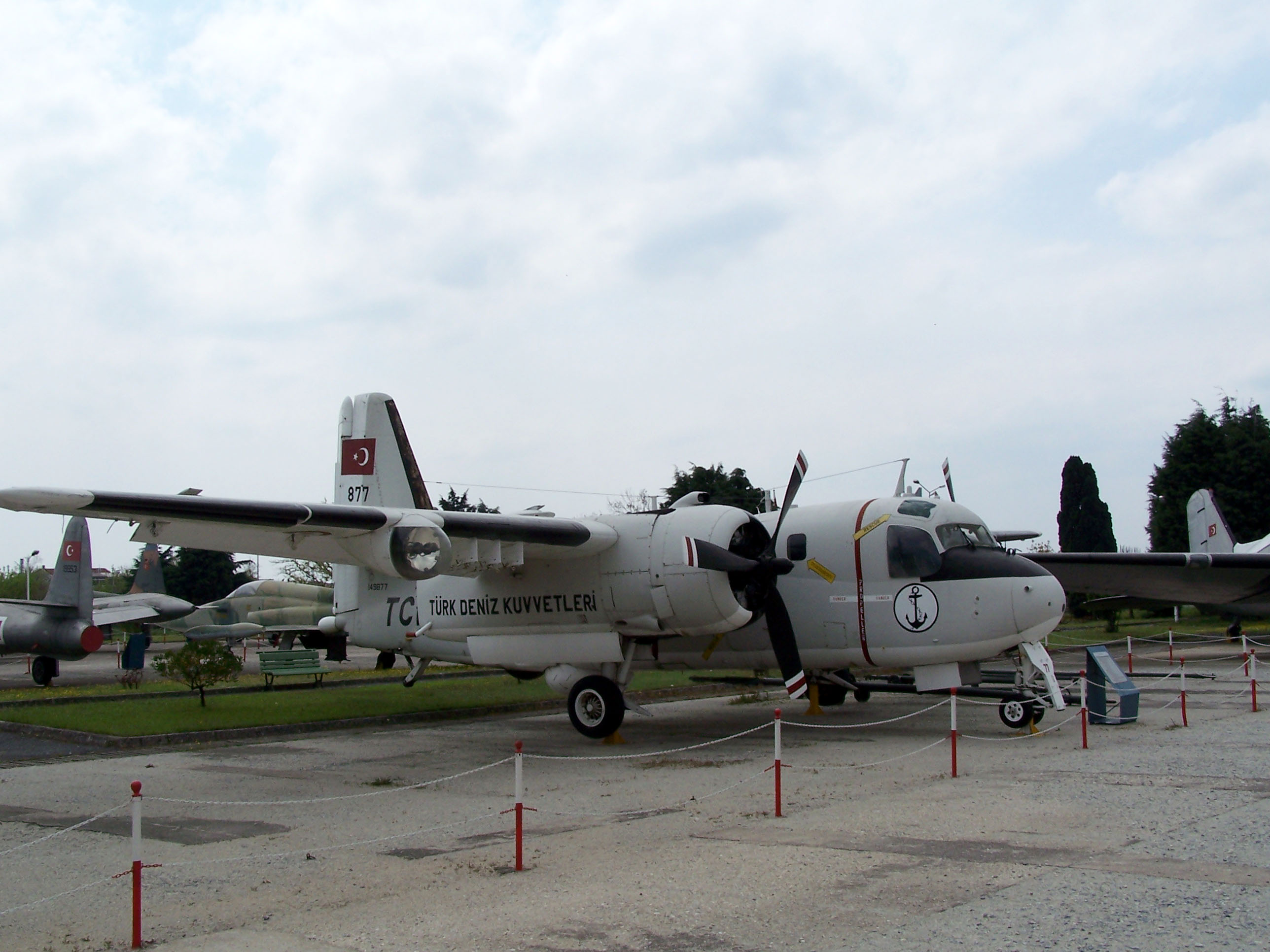
トルコ海軍のS-2E
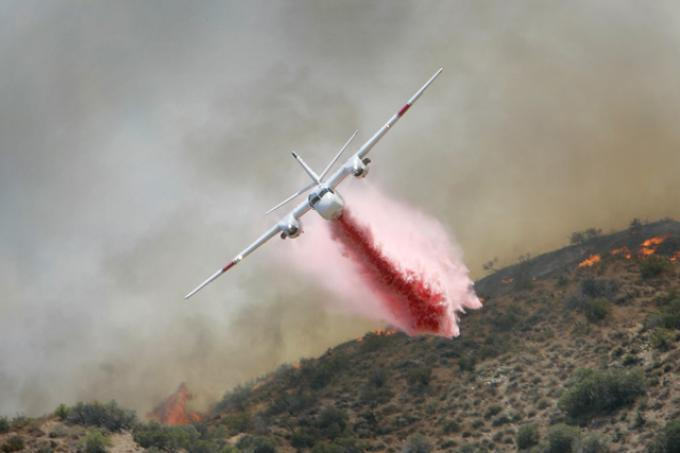
消防機として運用されるS2F-3AT
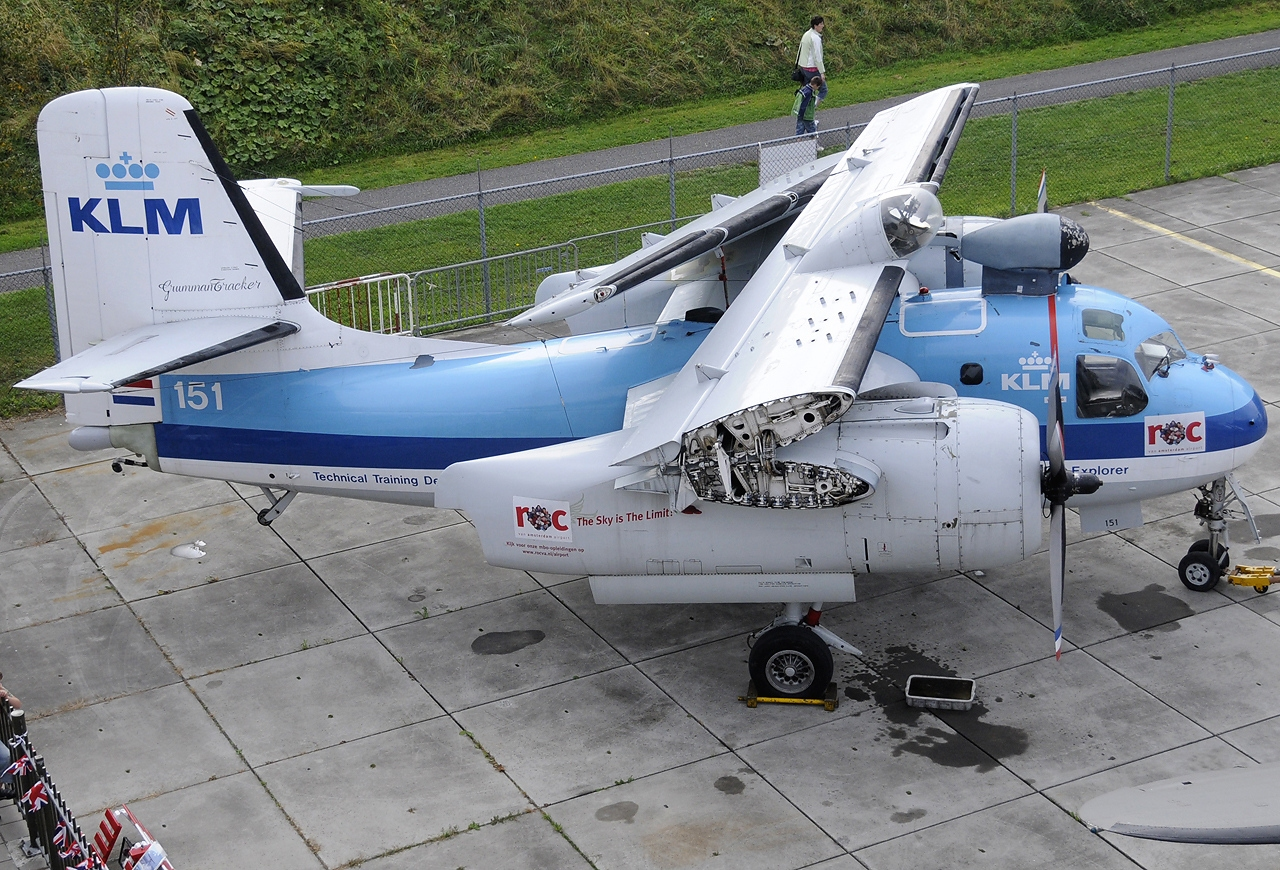
KLMオランダ航空の訓練教材として使用されたUS-2N。

### 日本における運用

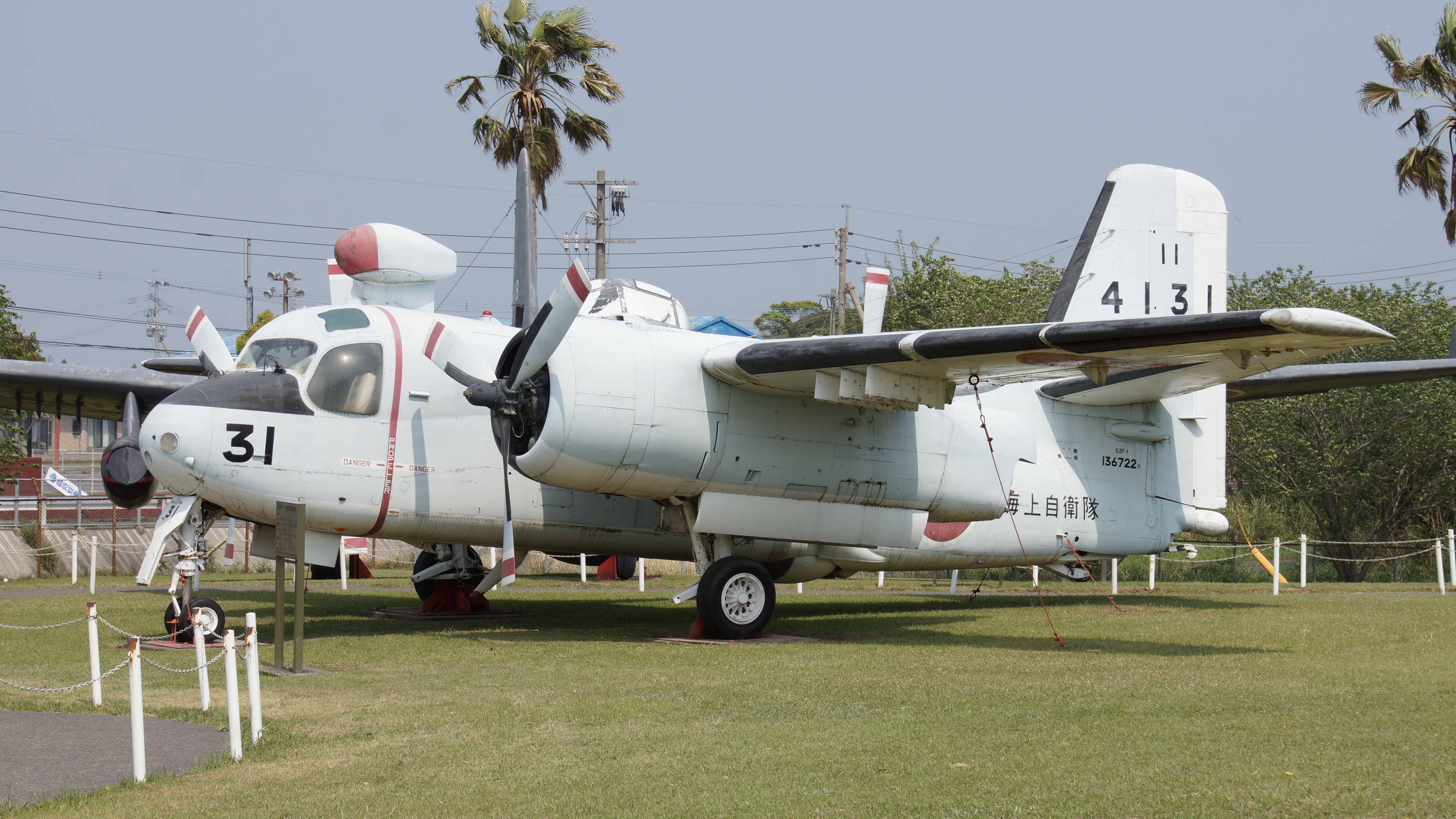
鹿屋航空基地史料館に展示されているS2F-1対潜哨戒機（4131号機）
2017年4月29日撮影

海上自衛隊には米海軍からS2F-1がMAP（軍事無償援助）により1957年（昭和32年）4月から1959年（昭和34年）6月までの間、計60機が供与された。海上自衛隊における愛称は「あおたか」。
供与にあたり1956年（昭和31年）6月から要員教育が開始され、TBM要員を基幹とした第1訓練派遣隊を編成した。派遣隊は同年8月、対潜空母「プリンストン」に乗艦し渡米。同艦の第21対潜飛行隊（VS-21）によりS2Fの発着艦や整備作業の研修を行い、引き続きノースアイランド海軍航空基地において訓練を受けた。機体はグラマン社から米海軍のアラメダ航空基地へ空輸されたのち、輸送空母で横須賀へ運ばれ、1957年4月8日、米海軍追浜航空基地において4101、4102号機を受領した。その後、バージ（運貨船）で木更津基地へ運ばれ、同地で試験飛行を行い鹿屋航空基地へ空輸された。同年5月1日、鹿屋航空隊に派遣隊員を基幹とした第6飛行隊が新編された。 1958年（昭和33年）3月には徳島航空基地に徳島航空隊が新編、4月1日に鹿屋航空隊の第6飛行隊が第21飛行隊に改編されて徳島に移駐した。
この当時の海上自衛隊では、アメリカ海軍に倣って、哨戒機の編成を大型哨戒機（VP; P2V-7）、小型哨戒機（VS; S2F-1）、哨戒ヘリコプター（HS; HSS-1）の3系統に分けており、VP隊は外洋、VS隊は近海、HS隊は要所（海峡や水道、港湾外域など）の哨戒を分担していた。1959年（昭和34年）6月20日に最終号機（4160号機）を受領し、最盛期には4個対潜航空隊が編成され、徳島のほか八戸航空基地、下総航空基地（後に厚木航空基地に移転）に配備された。
1962年、アメリカからの資料提供を受けてP2V-7とS2F-1の耐用命数を検討した結果、P2V-7は昭和50年度までに、またS2F-1は昭和45年度までに全機が耐用命数に達することが判明し、後継機の検討が焦眉の急となった。S2F-1の後継機については第一次防衛力整備計画より検討を開始していたものの、適切な候補機がなく結論を得るに至っていなかったことから、直接の後継機の選定は保留として、さしあたり、P2V-7の発展型にあたるP-2Jで補充することとなった。またこの時期には、HS隊の運用機材がHSS-2に更新されていたことから、これによってVS隊の任務を代行させることも検討されたものの、その運用が本格化すると、これらの性格に本質的な差異があることが認識され、この案は立ち消えとなった。
S2F-1は、P2V-7とともに、1969年より順次に退役を開始した。小型哨戒機そのものの必要性について、部隊からの要望はついに提出されなかった。海上幕僚監部は1960年代後半よりS2F-1後継機についての検討に着手したものの、このPX-L計画は後にP-2Jの後継となる大型哨戒機へと変更され、結局はP-3C オライオンのライセンス生産となった。その後も、対艦兵器を搭載しての攻撃機としての運用も踏まえて、海幕では小型哨戒機の必要性を認識しており、MU-2の哨戒機版やS-3の導入案も検討されたものの、いずれも実現せず、VS隊はS2F-1の退役とともに解隊されていった。1983年（昭和58年）3月30日、鹿屋航空基地において、S2F-1の最後の4機が除籍されるとともに、その運用部隊である第11航空隊（第1航空群隷下）も廃止されて、27年にわたる運用の幕を閉じた。
海上自衛隊が運用していた機体は、現在も鹿屋航空基地史料館等に展示されている。また一部の機は艦隊の対空射撃訓練を支援する標的曳航機として4機がS2F-Uに、人員輸送用が主任務の多用途機として2機がS2F-Cに改修された。
なお、S-2の供与にあたって米国に派遣されたパイロットには、訓練の一環として航空母艦への発着艦訓練も行われた。そのため、米国派遣者を中心に海上自衛隊内では「S-2と共に空母が供与される」と噂されていたという。実際にはS-2は全機が陸上機として運用され、海上自衛隊に航空母艦が供与されることはなかった。

#### 配備部隊
- 鹿屋航空隊 第6飛行隊→徳島航空隊 第21飛行隊に改編→同11・12飛行隊に改編→第11・12航空隊に改編
- 八戸航空隊 第13飛行隊→第13航空隊に改編
- 徳島航空隊 第14飛行隊→教育航空集団 第204教育航空隊に改編

航空集団発足後
- 第11航空隊（第3航空群：徳島航空基地） →第1航空群隷下に編成替え

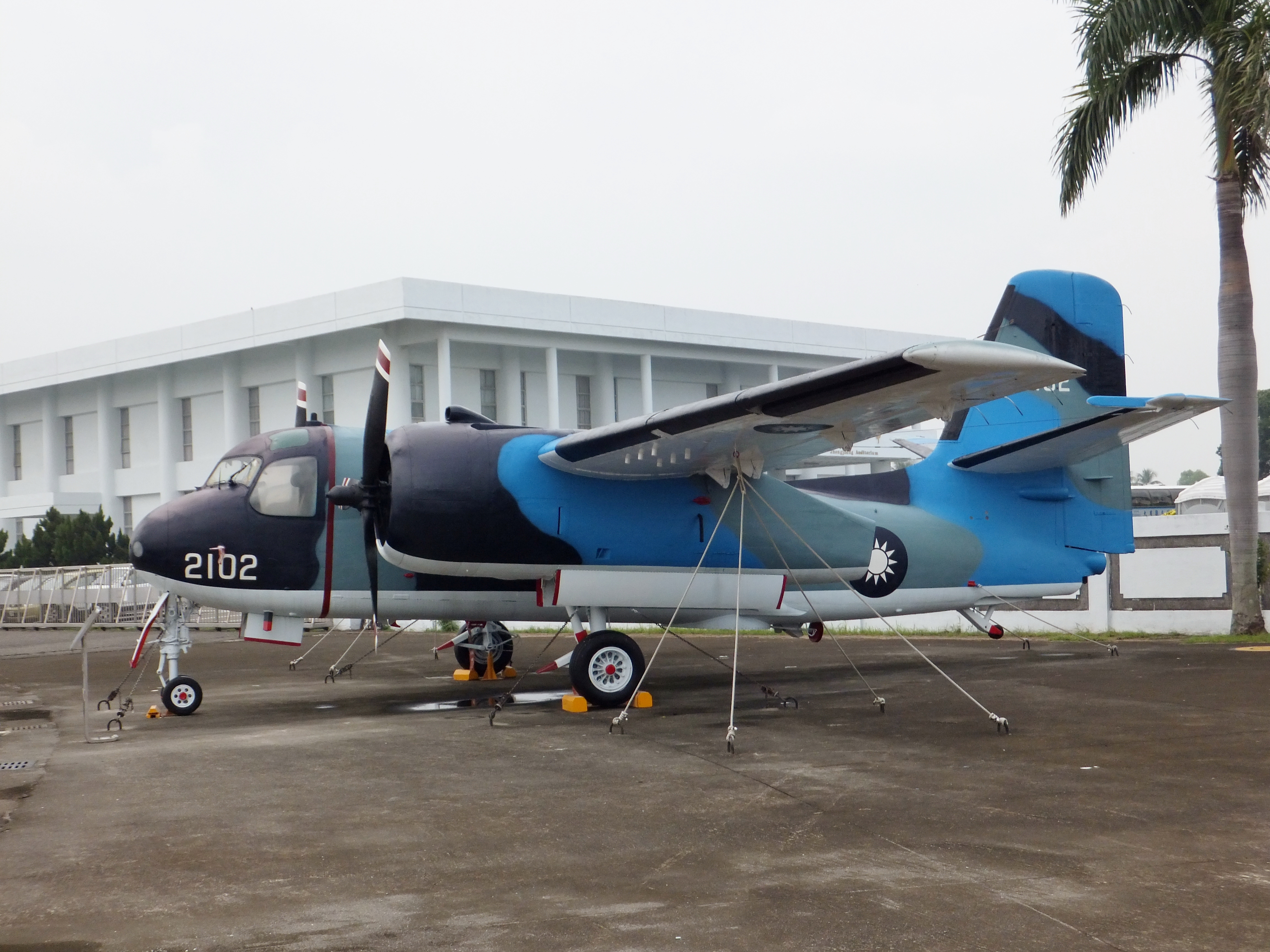
第12航空隊（第3航空群：徳島航空基地）
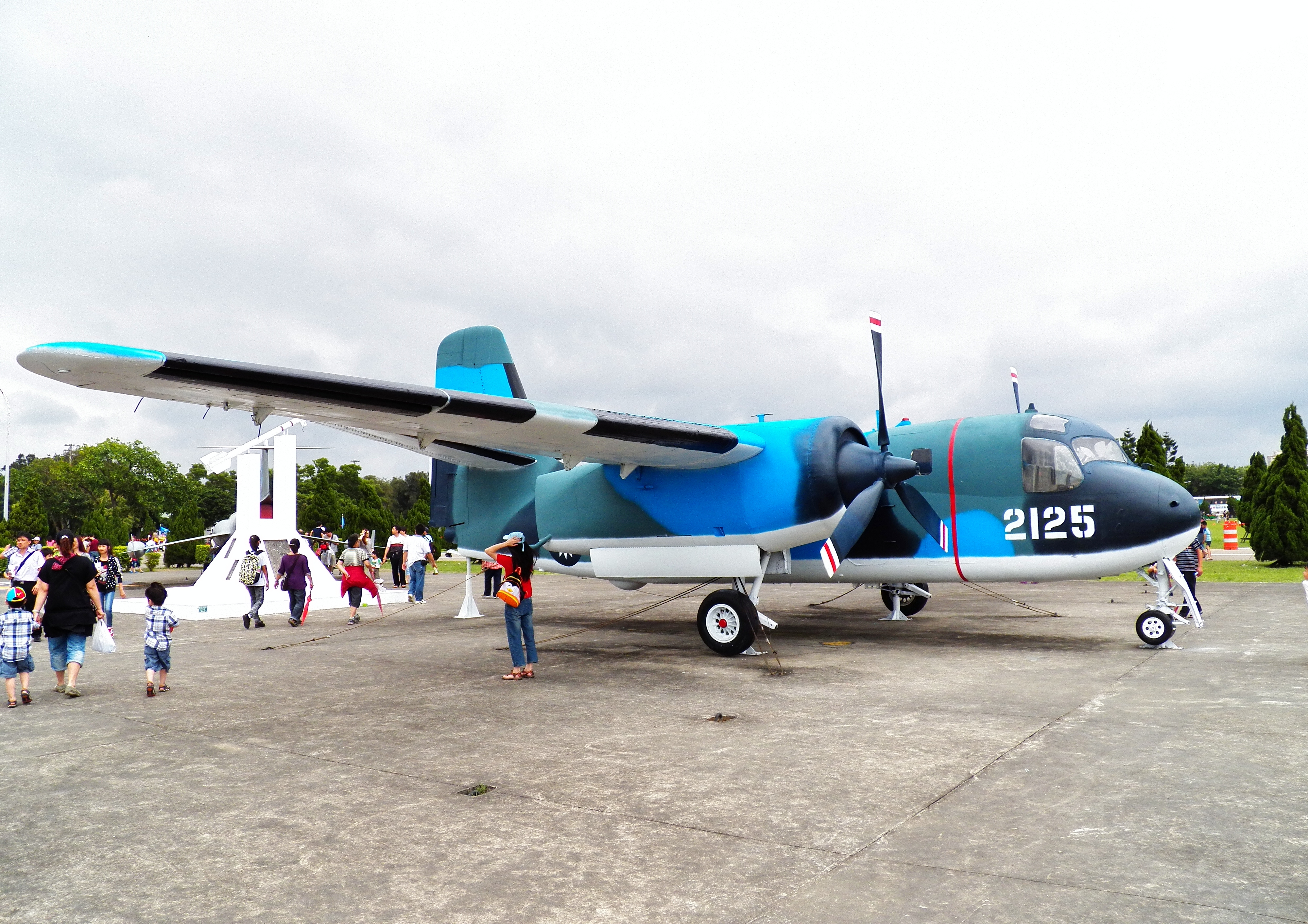
第13航空隊（第2航空群：八戸航空基地）
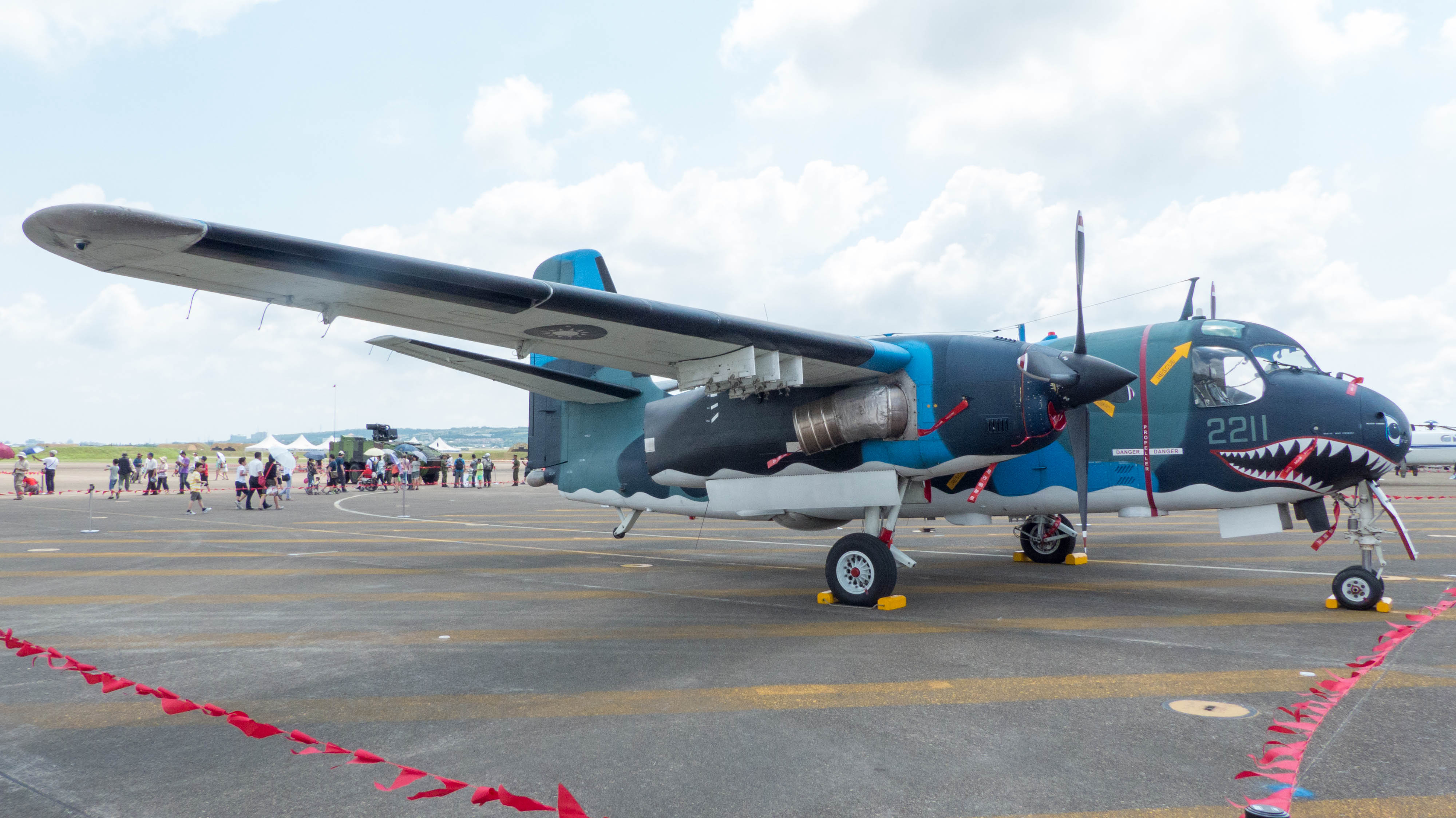
S-2T（2211号機）

- 第14航空隊（第4航空群：徳島航空基地で新編→下総航空基地→厚木航空基地）
- 第51航空隊（八戸航空基地→下総航空基地）
- 第204教育航空隊（徳島航空基地） →鹿屋教育航空群隷下に編成替え

#### 事故
| 年月日     | 所 属      | 機番号 | 事故内容                                                                        |
| ---------- | ---------- | ------ | ------------------------------------------------------------------------------- |
| 1962.11.8  | 第12航空隊 | 4134   | 夜間航法訓練飛行中に紀伊水道南方海面に墜落、4名殉職。                           |
| 1963.11.22 | 第11航空隊 | 4149   | 訓練飛行中、和歌山県潮岬沖で消息不明となる。5名殉職。                           |
| 1967.1.16  | 第11航空隊 | 4145   | 徳島沖で第21航空群所属のHSS-2 8008号機と空中接触し墜落。乗員10名(2機分)殉職。   |
| 1967.2.10  | 第51航空隊 | 4119   | 下総航空基地を離陸直後、千葉県葛飾郡鎌ケ谷町の水田に不時着、大破。乗員4名重傷。 |
| 1969.8.20  | 第11航空隊 | 4141   | 野島崎東方海域で訓練飛行中、低空で左旋回中に海面に衝突。4名殉職。               |
| 1973.6.21  | 第14航空隊 | 4153   | 厚木航空基地に雷雨下の夜間進入中、滑走路手前の電柱に衝突し不時着。              |
| 1976.2.2   | 第14航空隊 | 4156   | 第14航空隊の4機編隊が訓練飛行中、伊豆大島沖に墜落、3名殉職。                    |
| 1977.4.21  | 第11航空隊 | 4115   | 夜間対潜訓練中、長崎県五島列島福江島沖に墜落、3名殉職。                         |

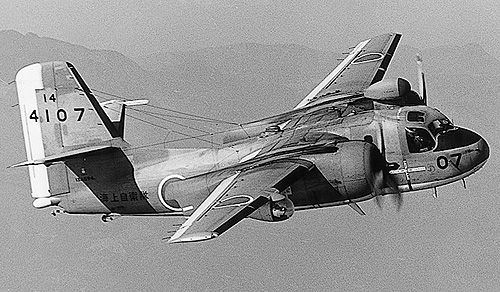
S2F-1（4107号機）
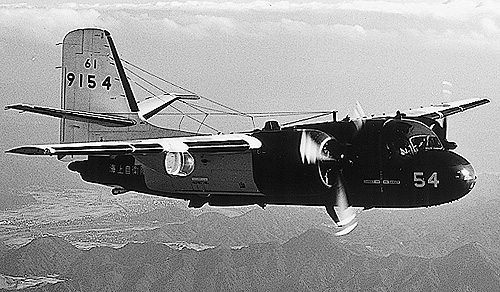
S2F-U 多用機（9154号機）
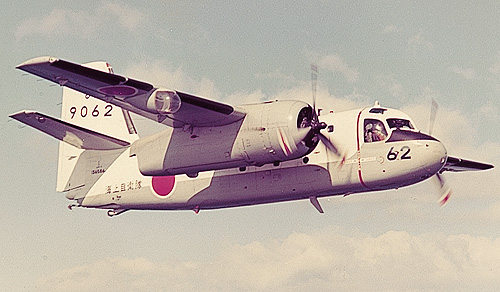
S2F-C 連絡機（9062号機）

### 中華民国（台湾）における運用
中華民国空軍でS-2Aを1967年より運用開始。1976年からはS-2E及びS-2Gをアメリカ海軍より中古で導入し、S-2Aを置き換えた。
1986年にS-2EとS-2GのエンジンをGarrett/Honeywell TPE-331-15AWターボプロップエンジンに換装し、各種装備をアップデートしたS-2Tを開発2201号機から2227号機までの27機が改修。1992年から運用を開始している。
1999年7月より海軍に移籍したが、2013年7月より空軍に再移籍、末期は全機が屏東基地439混合聯隊の33中隊及び34中隊で運用された。P-3Cの導入により退役が進み、2017年6月に2214号機が新竹空軍基地まで飛行、同基地で役目を終えたことで残る台湾のS-2Tは1機となった。2017年12月1日に引退式典が行われ、最後の一機となった2220号機が他の439混合聯隊所属機と共に飛行展示を披露。この式典をもって中華民国からS-2Tは全機引退となった。

#### 配備部隊
- 439聯隊反潜大隊隷下
  - 33中隊
  - 34中隊

- S-2A（2102号機）
- S-2E（2125号機）
- S-2T（2211号機）